# Il dramma di Corte Rossa
Il dramma di Corte Rossa (The Red House Mystery) è un romanzo giallo di tipo deduttivo scritto da A. A. Milne e pubblicato il 6 aprile 1922 da Methuen Publishing nel Regno Unito. È l'unico romanzo di questo genere dell'autore.

## Trama
Mark Ablett è un ricco signorotto di campagna che ospita nella sua villa suburbana di Corte Rossa alcuni suoi amici, fra cui il giovane Bill Beverley. Un giorno d'estate Antony Gillingham si reca a Corte Rossa per salutare il suo amico Beverley, capitando proprio mentre Matthew Cayley, cugino di Mark, sta cercando di aprire la porta chiusa dall'interno dello studio dove poco prima si è sentito uno sparo; quando Cayley e Gillingham riescono a entrare vi trovano il cadavere di Robert Ablett, fratello di Mark e pecora nera della famiglia, appena tornato dall'Australia dopo quindici anni di lontananza forzata, mentre Mark è scomparso lasciando la finestra aperta e un sentieri di rametti rotti nel boschetto intorno alla villa.
Nonostante le circostanze, Gillingham è poco convinto della spiegazione apparentemente pù semplice, ovvero che Mark abbia ucciso Robert e poi sia scappato, e decide di investigare più approfonditamente con la collaborazione di Beverley recitando le parti rispettivamente di Sherlock Holmes e John H. Watson, scoprendo che i fatti si sono svolti in maniera ben più intricata.

## Successo editoriale e fortuna critica
Come dichiarato dalla dedica a inizio volume, Milne scrisse Il dramma di Corte Rossa come dono per suo padre, grande amante dei gialli, verso cui provava enorme riconoscenza. Nell'introduzione all'edizione del 1926, Milne scrive di essere appassionato di detective story, ma con certe preferenze specifiche: nonostante nella vita vera i migliori investigatori e criminali siano i professionisti nei rispettivi ambiti, Milne preferiva che l'investigatore fosse un dilettante che agiva con metodo empirico, accompagnato dal un simpatico Watson e a stretto contatto con antagonisti pure dilettanti, senza dossier della polizia o impronte digitali.
Il romanzo divenne immediatamente popolare fin dalla sua prima pubblicazione e fu ampiamente lodato dal numerosi critici, come Alexander Woollcott che lo considerava «uno dei tre gialli migliori di tutti i tempi» o Rex Stout secondo cui era «semplicemente incantevole»).
Lo scrittore Raymond Chandler invece considerava il libro l'emblema di come non deve essere un giallo: nel suo volume del 1944 La semplice arte del delitto, Chandler rimproverò Woolcott di essere «uno veloce a usare i superlativi» e descrisse Il dramma di Corte Rossa come «un libro piacevole, leggero, divertente nello stile di Punch, e scritto con una scorrevolezza ingannevole che non è semplice come sembra. […] Eppure, per quanto la struttura della storia sia leggera, è proposta come un problema di logica e deduzione. A parte quello, non c'è altro, non può essere nient'altro. Se a situazione appare falsa, non si può accettare nemmeno come romanzo leggero, perché non c'è una trama a cui far riferimento. […] Quello che mi delude davvero è il modello "signore e signori" in quella che Howard Haycraft (nel suo libro Murder for Pleasure) chiama "l'epoca d'oro della detective fiction"». Per Chandler il romanzo di Milne è l'esempio emblematico che riassume tutti i problemi di quel tipo di letteratura, primo fra tutti il mistero centrale, considerato tanto brillante e intricato quanto totalmente inverosimile, e il fatto che se l'investigatore dilettante riesce a svolgere le sue indagini è solo perché la polizia locale è incompetente e sorprendentemente disposta a tollerare che uno «sfacciato dilettante» si aggiri liberamente sul luogo del delitto: «la polizia britannica sembra sopportarlo col suo consueto stoicismo, ma tremo al pensiero di cosa gli farebbero i ragazzi del Dipartimento Omicidi della mia città».
Nonostante ciò, Chandler ammetteva il grande successo del romanzo e riportava che era stato ristampato negli USA per sedici anni di fila, «una cosa che succede a pochi libri, di qualunque tipo», e nel 1948 nel Regno Unito esistevano già 23 edizioni del romanzo; fra le edizioni recenti più importanti figura quella del 2016 di Folio Society, illustrata da Mark Thomas e con un'introduzione scritta da Ann Thwaite, premiata biografa di Milne.

## Edizioni

### In lingua inglese
- 1922
  - UK: Methuen, 6 aprile 1922; prima edizione assoluta, prima edizione in copertina rigida
  - USA: E.P. Dutton, 1922; prima edizione statunitense
- 1926
  - UK: Methuen, con un'introduzione di A.A. Milne datata "aprile 1926"
  - UK:  Minerva Editions, The Library Press, con la stessa introduzione dell'edizione precedente
- 1937 - UK: Methuen's Modern Classics, Methuen, marzo 1937
- 1938
  - UK: Four Great Detective Novels, Odhams Press
  - UK: Penguin Books; prima edizione in brossura
- 1970 - USA: E.P. Dutton, maggio 1970 (ISBN 0-525-18941-6
- 1980 - USA: A Murder Ink Mystery, Dell Publishing, novembre 1980 (ISBN 0-440-17376-0)
- 1983 - UK: Methuen, 5 maggio 1983 (ISBN 0-413-52040-4)
- 1992 - UK: Large print Books, John Curley & Assoc., marzo 1992 (ISBN 0-7927-0853-9)
- 2000 - UK: Dover Publications, 1 febbraio 2000 (ISBN 0-486-40129-4)
- 2002 - USA: BJU Press, gennaio 2002 (ISBN 1-57924-702-4)
- 2003 - UK: Wildside Press, ottobre 2003 (ISBN 1-59224-219-7)
- 2005 - UK: Dodo Press, 30 settembre 2005 (ISBN 1-905432-90-9)
- 2008 - UK: Vintage Classics, 6 novembre 2008 (ISBN 978-0099521266)
- 2009 - UK: Vintage Classics, 6 agosto 2009 (ISBN 978-0099521273)
- 2016 - UK: Folio Society First Impression, Folio Society[4]

### In lingua italiana
- 1930 - Mondadoriana n.26, Arnoldo Mondadori Editore (prima edizione italiana)[3]
- 1957 - I capolavori dei Gialli Mondaodori n.80, traduzione di Vittoria Comucci, Mondadori, 13 novembre 1957[5]
- 1976 - Oscar del Giallo, Mondadori, 1 gennaio 1976
- 1991 - I Classici del Giallo Mondadori n.634, Mondadori
- 2003 - I Bassotti n.10, traduzione di Giovanni Viganò, Marco Polillo Editore, 28 marzo 2003 (ISBN 978-88-8154-171-3)[2]